# Zweden op de Olympische Zomerspelen 1924
Zweden nam deel aan de Olympische Zomerspelen 1924 in Parijs, Frankrijk. De 29 medailles waren goed voor een achtste plaats in het medailleklassement.

## Medailles

### Goud
- Ernst Linder — Paardensport, individueel dressuur
- Åke Thelning, Axel Ståhle en Åge Lundström — Paardensport, team springconcours
- Bo Lindman — Moderne vijfkamp
- Carl Westergren — Worstelen, Grieks-Romeins halfzwaargewicht

### Zilver
- Edvin Wide — Atletiek, mannen 10000m
- Erik Bylehn, Nils Engdahl, Arthur Svensson en Gustaf Weijnarth — Atletiek, mannen 4x400m estafette
- Gunnar Lindström — Atletiek, mannen Speerwerpen
- John Jansson — Schoonspringen, mannen schoonduiken
- Bertil Sandström — Paardensport, individueel dressuur
- Claës König, Gustaf Hagelin, Carl Gustaf Lewenhaupt en Torsten Sylvan — Paardensport, team eventing
- Gustaf Dyrssen — Moderne vijfkamp
- Otto Hultberg, Mauritz Johansson, Fredric Landelius, Karl Richter, Karl-Gustaf Svensson en Alfred Swahn — Schieten, mannenteam 100m rennend hert, enkel schot
- Vilhelm Carlberg — Schieten, mannen 25m snelvuurpistool
- Arne Borg — Zwemmen, mannen 1500m vrije stijl
- Arne Borg — Zwemmen, mannen 400m vrije stijl
- Rudolf Svensson — Worstelen, vrije stijl halfzwaargewicht
- Rudolf Svensson — Worstelen, Grieks-Romeins halfzwaargewicht

### Brons
- Sten Pettersson — Atletiek, mannen 110m horden
- Edvin Wide — Atletiek, mannen 5000m
- Gunnar Sköld, Erik Bohlin en Ragnar Malm — Wielersport, mannenteam wegwedstrijd
- Hjördis Töpel — Schoonspringen, vrouwen 10m platform
- Nils Hellsten — Schermen, mannen individueel degen
- Mannenteam — Voetbal
- Bertil Uggla — Moderne vijfkamp
- Alfred Swahn — Schieten, mannen 100m rennend hert, dubbel schot
- Edward Benedicks, Axel Ekblom, Mauritz Johansson, Fredric Landelius, Karl-Gustaf Svensson en Alfred Swahn — Schieten, mannenteam 100m rennend hert, dubbel schot
- Aina Berg, Gurli Ewerlund, Jane Gylling, Wivian Pettersson en Hjördis Töpel — Zwemmen, vrouwen 4x100m vrije stijl estafette
- Åke Borg, Arne Borg, Thor Henning, Gösta Persson, Orvar Trolle en Georg Werner — Zwemmen, mannen 4x200m vrije stijl estafette
- Erik Malmberg — Worstelen, Grieks-Romeins vedergewicht

Argentinië · Australië · België · Brazilië · Brits-Indië · Bulgarije · Canada · Chili · Cuba · Denemarken · Ecuador · Egypte · Estland · Filipijnen · Finland · Frankrijk · Griekenland · Groot-Brittannië · Haïti · Hongarije · Ierland · Italië · Japan · Joegoslavië · Letland · Litouwen · Luxemburg · Mexico · Monaco · Nederland · Nieuw-Zeeland · Noorwegen · Oostenrijk · Polen · Portugal · Roemenië · Spanje · Tsjecho-Slowakije · Turkije · Uruguay · Verenigde Staten · Zuid-Afrika · Zweden · Zwitserland